# Семихатов, Александр Николаевич
Алекса́ндр Никола́евич Семиха́тов (24 января [5 февраля] 1882, Ртищево, Саратовская губерния — 29 мая 1956, Москва) — русский и советский учёный-гидрогеолог, заслуженный деятель науки и техники РСФСР.

## Биография
Сын железнодорожного служащего.
Окончил Императорский московский университет в 1910 году.
Преподавал (с 1922 профессор) в Московском с.-х. институте (позднее называлась Московская с.-х. академия им. К. А. Тимирязева). В 1914—1956 зав. кафедрой гидрогеологии.
С 1924 по 1928 год преподавал в Московской горной академии, профессор, заведующий гидрогеологическим институтом геологоразведочного факультета МГА.
С 1930 года профессор Московского института инженеров водного хозяйства, с 1944 зав. кафедрой гидрогеологии.
В 1941—1943 в эвакуации, профессор Ташкентского института ирригации.
1920—1930 гг. старший геолог Геолкома ВСНХ, в 1931—1941 гг. сотрудник института Гидротехгео (Водгео), в 1944—1956 ст. н. с. ВСЕГИНГЕО.
Доктор геолого-минералогических наук (1937).
Выполнил гидрогеологическое районирование СССР и составил карту артезианских и грунтовых вод Европейской части СССР. Автор книги «Подземные воды СССР» (1934) и учебника «Гидрогеология» (1954).

## Семья
Дети:
- Семихатов, Николай Александрович (1918—2002) — инженер-конструктор, академик.
- Семихатов, Михаил Александрович (1932—2018) — геолог, академик.
- Семихатова, Ольга Александровна (1921—2017) — физиолог растений, доктор биологических наук

## Награды, звания и премии
- 1947 — Заслуженный деятель науки и техники РСФСР
- [когда?] — Орден Ленина.